# Chór Politechniki Morskiej w Szczecinie
Chór Politechniki Morskiej w Szczecinie (dawniej Chór Akademii Morskiej w Szczecinie) – akademicki zespół śpiewaczy działający przy Politechnice Morskiej w Szczecinie. Założycielem, kierownikiem artystycznym i dyrygentem zespołu jest dr hab. Sylwia Fabiańczyk-Makuch.

## Historia
Chór powstał w lutym 2003 roku. Obecnie jest ponad siedemdziesięcioosobową grupą. Zespół odwiedził już około 15 krajów świata, m.in. Włochy, Francję, Hiszpanię, Turcję, Macedonię, Litwę, Maltę, Irlandię, Ekwador, Rosję, Kanadę, Japonię czy Tajwan. Chór współpracował z wybitnymi artystami i wykonawcami polskiej i zagranicznej sceny muzycznej, takimi jak: Andrea Bocelli, Krzysztof Penderecki, Krzesimir Dębski, Henri Seroka, Michael McGlynn, Zbigniew Wodecki, zespół Trebunie-Tutki, Andrzej Smolik, Jan Kanty Pawluśkiewicz, Włodek Pawlik, Kayah, Kroke czy Mikromusic. Zespół jest autorem i pomysłodawcą projektu "Wspólne brzmienia", który odbywa się corocznie od 2014 r. Jest to unikatowa inicjatywa łączenia muzyki chóralnej z różnymi gatunkami muzycznymi przedstawiona w formie barwnego widowiska.

## Repertuar
Zawiera zarówno dzieła wokalno-instrumentalne, klasyczną literaturę chóralną, jak i muzykę popularną w oryginalnych aranżacjach. Dla zespołu swoją muzykę piszą też wybitni kompozytorzy, tacy jak Marek Jasiński, Janusz Stalmierski, Romuald Twardowski, Jacek Sykulski, Szymon Godziemba-Trytek, Bartosz Kowalski, Marek Raczyński, Marek Czerniewicz, Piotr Broda.

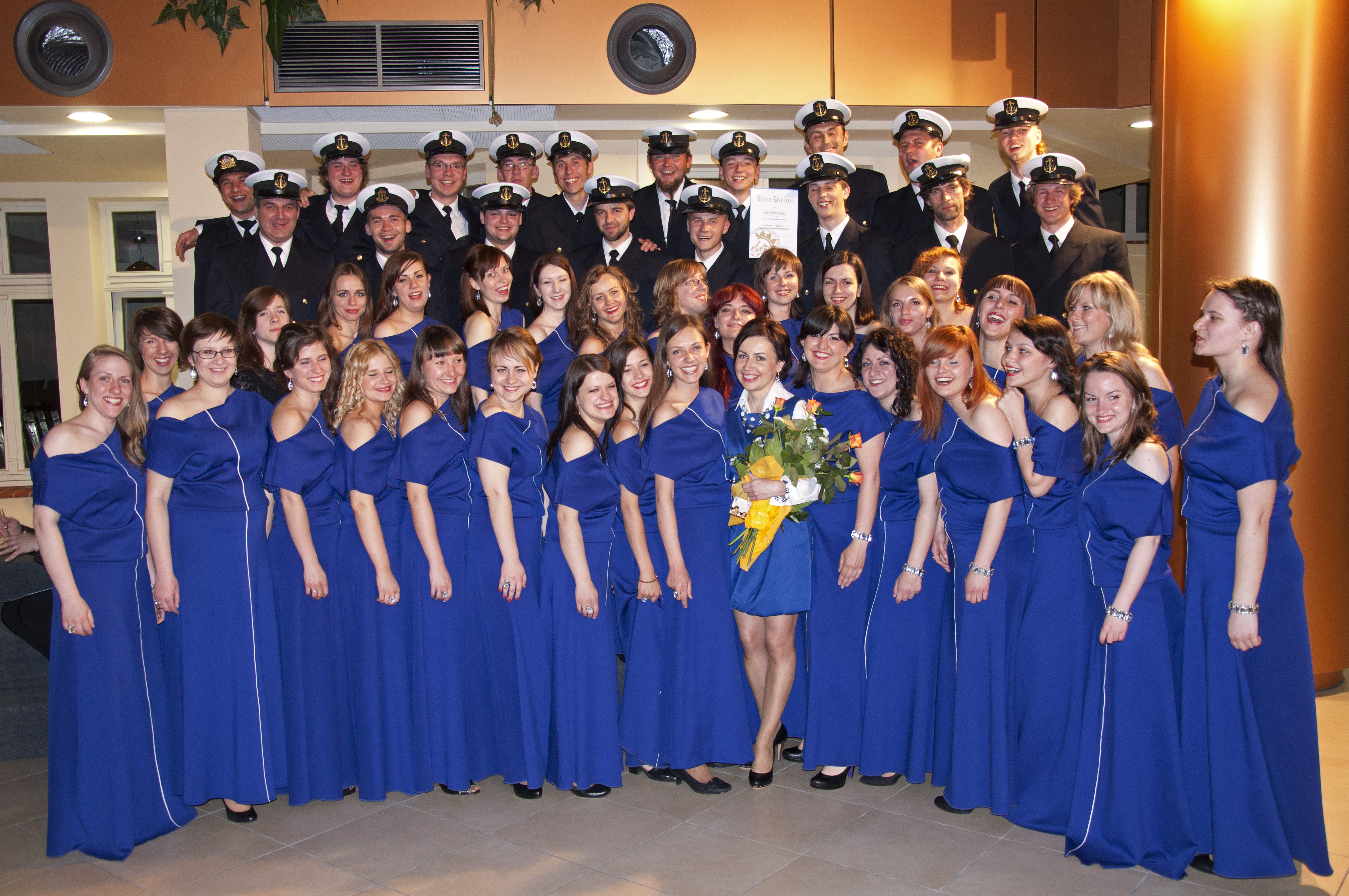
Chór Akademii Morskiej w Szczecinie na 44. festiwalu Legnica Cantat (2013 r.)

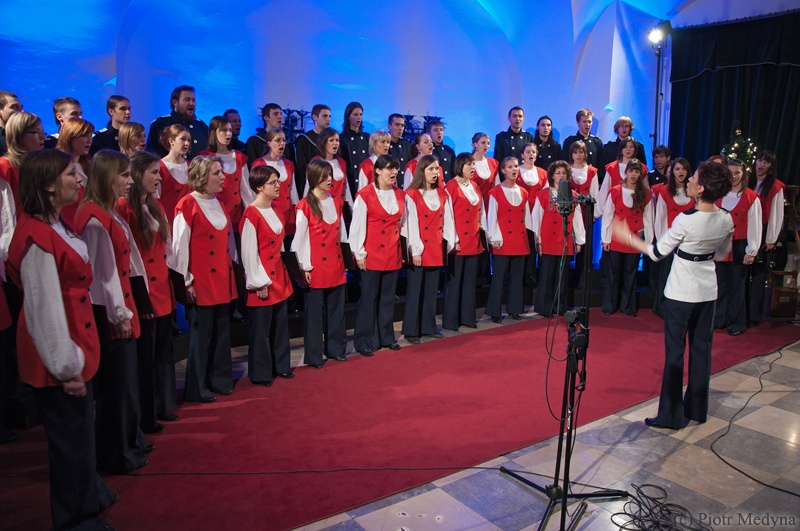
Chór Akademii Morskiej w Szczecinie (2010 r.)

## Ważniejsze wydarzenia oraz osiągnięcia

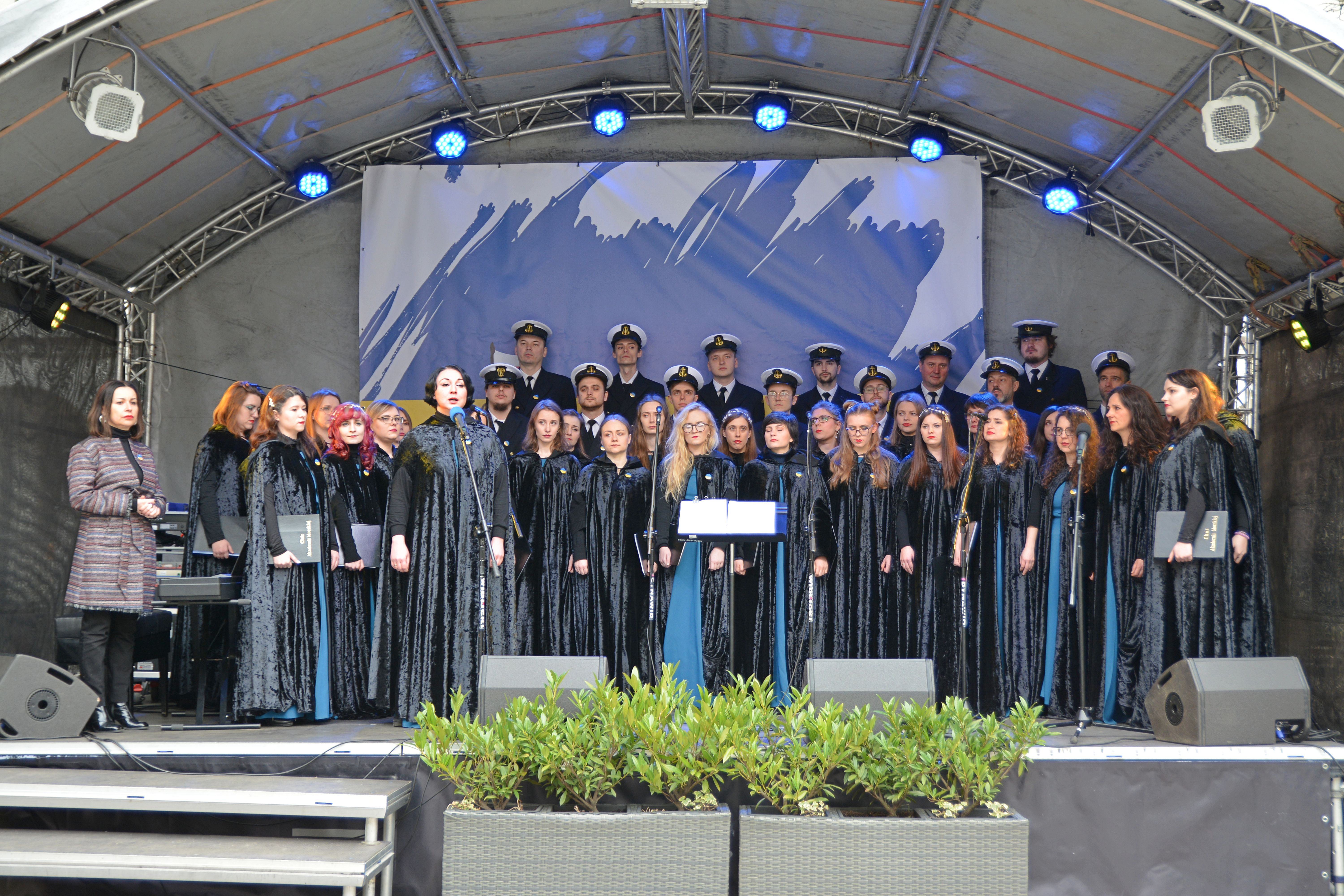
Chór Akademii Morskiej w Szczecinie (2022 r.). Pierwsza z lewej: Sylwia Fabiańczyk-Makuch – dyrygent chóru; przy mikrofonie: Daria Psekho – solistka chóru

- czerwiec 2024 - trasa koncertowa po Chinach
  - 17. Międzynarodowy Chiński Festiwal Chóralny w Pekinie.
  - „Art Festival” w Qingdao
  - „Folk Song Festival” w prowincji Guizhou
  - Koncert w Szanghaju.
- czerwiec 2024 - udział w International Choral Competition Ave Verum – Baden
- marzec 2023 - płyta „The Sound of The Sea” otrzymała nominację do nagród Fryderyk 2023 w kategorii „Album roku – muzyka chóralna”
- listopad 2022 - trzecie miejsce w Grand Prix Polskiej Chóralistyki im. Stefana Stuligrosza.
- październik 2022 - Wspólne Brzmienia 2022 – Organek Project
- wszesień 2022 - dwa pierwsze miejsca w kategoriach MIXED CHOIR oraz FOLK, X-International Choir Festival “Music & Sea” w Grecji
- czerwiec 2022 - Zwycięstwo podczas XXI Międzynarodowego Festiwalu Muzyki Chóralnej w Barczewie.
- wrzesień 2021 - Sylwia Fabiańczyk-Makuch została laureatką Magnolii Biznesu w kategorii Z miłości do Szczecina.
- czerwiec 2021 - Złoty Dyplom w kategorii muzyka współczesna World Choir Festival – Hong kong (Chiny)
- lipiec 2019 – Złoty Dyplom i pierwsze miejsce w kategorii chórów mieszanych oraz Złoty Dyplom w kategorii muzyki sakralnej w Międzynarodowym Konkursie Chóralnym w Tajpej (Tajwan).
- lipiec 2019 – Złota nagroda w kategorii chórów kameralnych oraz srebrna nagroda w kategorii chórów mieszanych w Międzynarodowym Konkursie Chóralnym w Tokio (Japonia).
- maj 2019 – GRAND PRIX w 47. Festiwalu Pieśni w Ołomuńcu (Czechy) oraz
  - Złoty Dyplom w kategorii chórów mieszanych,
  - Złoty Dyplom w kategorii muzyki współczesnej.
- czerwiec 2018 – I miejsce w kategorii chórów mieszanych w XVIII Międzynarodowym Festiwalu "Kathaumixw" w Powell River (Kanada).
- maj 2018 – I miejsce oraz nagroda specjalna za wykonanie rodzimego utworu "Water Song" Bartosza Kowalskiego w Międzynarodowym Festiwalu Chóralnym "Cantarode" w Holandii.
- listopad 2017 – GRAND PRIX w 2. Ogólnopolskim Festiwalu Muzyki Chóralnej "Cantantes Lublinensis" oraz
  - Złoty Dyplom w kategorii chórów akademickich,
  - nagroda najlepsze wykonanie utworu lubelskiego kompozytora ("Ave Maria" Marcina Obuchowskiego),
  - nagroda dla najlepszego dyrygenta festiwalu.
- sierpień 2017 – koncert z Andrea Bocellim podczas koncertu finałowego The Tall Ships Races 2017 w Szczecinie[1]
- maj 2017 – Złoty Dyplom, pierwsze miejsce na Ogólnopolskim Turnieju Chórów "Legnica Cantat 48" oraz
  - nagroda Polskiego Związku Chórów i Orkiestr Zarządu Głównego w Warszawie za najlepsze wykonanie utworu kompozytora polskiego ("Water song" Bartosza Kowalskiego),
  - nagroda Specjalna Dyrektora Legnickiego Centrum Kultury dla dyrygenta.
- kwiecień 2017 – Złoty Dyplom, pierwsze miejsce w kategorii chórów mieszanych na XX Międzynarodowym Konkursie Chóralnym Rainbow w Petersburgu (Rosja).
- kwiecień 2016 – Grand Prix na Międzynarodowym Festiwalu Chóralnym- Slovakia Cantat w Bratysławie, I miejsce w kategorii muzyki sakralnej, I miejsce w kategorii chórów mieszanych oraz nagroda dla najlepszego dyrygenta festiwalu[2]
- listopad 2015 II miejsce w kategorii utworów świeckich oraz sakralnych na 22.Międzynarodowym konkursie chóralnym w Vallecie na Malcie.
- luty 2015 Grand Prix na Międzynarodowym Festiwalu Chóralnym im. Juozasa Naujalisa w Kownie oraz – Złoty Dyplom w kategorii chórów mieszanych, – Złoty Dyplom w kategorii muzyki sakralnej, – nagroda publiczności, – nagroda Ministra Kultury dla najlepszego chóru festiwalu.
- październik 2014 II miejsce w Międzynarodowym Festiwalu Chóralnym w Derry w Irlandii Północnej.
- luty 2014 -Złoty Dyplom na Międzynarodowym Festiwalu Chóralnej Muzyki Współczesnej Canti veris w czeskiej Pradze oraz nagroda dla najlepszego dyrygenta festiwalu.
- grudzień 2013 – koncert pod batutą Radosława Labakhua „Grudzień 70' – Opowieść grudniowa – alternatywna lekcja historii” (utwory Jacka Kaczmarskiego z płyty „Raj”) z udziałem filharmoników szczecińskich oraz trio w składzie: Mirosław Czyżykiewicz, Jacek Bończyk i Hadrian Filip Tabęcki
- listopad 2013 – koncert pod batutą Krzesimira Dębskiego „Symfonicznie: Movie Story” – koncert z okazji obchodów 10-lecia chóru w Filharmonii Szczecińskiej. Muzyka filmowa Krzesimira Dębskiego.
- sierpień 2013 – I miejsce na międzynarodowym festiwalu Ohrid Choir Festival 2013 w Macedonii
- maj 2013 – I miejsce w 44. Ogólnopolskim Turnieju Chórów „Legnica Cantat”
- październik 2012 – Złoty Dyplom na V Ogólnopolskim Konkursie Chórów „Ars Liturgica” w Gnieźnie
- październik 2012 – Grand Prix na V Ogólnopolskim festiwalu chórów „Silesia Cantat” w Głogowie
- listopad 2011 – Grand Prix na XIV Łódzkim Festiwalu Chóralnym „Cantio Lodziensis”
- lipiec/sierpień 2011 – wyjazd do Hiszpanii na 57 edycję Festiwalu Habaner i Muzyki Chóralnej w Torrevieja
- czerwiec 2011 – Złoty Dyplom na 46. Międzynarodowym Festiwalu Pieśni Chóralnej w Międzyzdrojach oraz nagroda Domu Kultury w Międzyzdrojach
- maj 2011 – III miejsce w 42. Ogólnopolskim Turnieju Chórów „Legnica Cantat”
- październik 2010 – I miejsce w konkursie zespołów chóralnych w XXII Międzynarodowym Festiwalu Muzyki Religijnej im. ks. S. Ormińskiego w Rumi oraz

– I miejsce w konkursie na najlepsze wykonanie pieśni w języku kaszubskim
- wrzesień 2010 – Grand Prix w II Turnieju Chórów o Kryształowe Serce Chełmińskiej Jesieni w Chełmnie oraz:

– nagroda specjalna od Wicemarszałka Sejmu RP Jerzego Wenderlicha
– nagroda dla najlepszego dyrygenta
wrzesień 2010 – udział w widowisku dźwięk i światło Lux Aeterna Piotra Brody w Policach
- lipiec 2010 – koncerty we Francji w ramach 15. Międzynarodowego Festiwalu Chóralnego w Prowansji
- marzec 2010 – wykonanie Stabat Mater Gioacchino Rossiniego w Kościele Garnizonowym w Szczecinie
- październik 2009 – Srebrny Dyplom na Międzynarodowym Festiwalu Chóralnym w Rimini we Włoszech (Rimini International Choral Competition)
- kwiecień 2009 – Grand Prix w VI Turnieju Chórów o „Wstęgę Drwęcy” w Brodnicy
- czerwiec 2008 – Brązowy Dyplom na 43. Międzynarodowym Festiwalu Pieśni Chóralnej w Międzyzdrojach oraz nagroda przewodniczącego Rady Miejskiej miasta Międzyzdroje
- kwiecień 2008 – I miejsce w kategorii Chóry akademickie na XX Ogólnopolskim Festiwalu Pieśni o Morzu w Wejherowie oraz szczególne podziękowanie od kompozytorki Witosławy Frankowskiej za najpiękniejsze wykonanie utworu obowiązkowego Szepcą krople
- sierpień 2007 – wyróżnienie w konkursie na najciekawszą balladę morską finału regat The Tall Ships' Races (utwór „Widziałem wiatr” – kompozycja i aranżacja Sylwia Fabiańczyk-Makuch, autor tekstów Igor Kowalczyk)
- kwiecień 2007 – udział w programie TVP2 Podróże z żartem

## Dyskografia
- The Sound of the Sea (styczeń 2023)
- Alius Angelus (grudzień 2022)
- Sub Tuum Praesidium [CD] premierowo wykonane dzieło Marka Czerniewicza na chór mieszany, dwie trąbki i ograny (październik 2018)
- Ave Maris Stella [CD] (sierpień 2017)
- Regina Poloniae [CD] premierowo wykonane dzieło Marka Raczyńskiego na chór mieszany, organy, sopran i mezzosopran (czerwiec 2017)
- Pod okapem śniegu – Christmas songs and carols [CD] (listopad 2013)
- Gra fal [CD] (listopad 2012)
- Marynistyka w literaturze chóralnej w twórczości kompozytorów XX i XXI w. [DVD] (grudzień 2010)
- Pozdrowione bądźcie morza [CD] (październik 2009)